# Kamae
Kamae (構え?) è una parola di origine giapponese che in italiano significa "posizione".
Nel kumite, cioè nel combattimento libero, la posizione di guardia si ottiene posizionando la mano avanzata a protezione del volto e quella arretrata sul plesso solare.
Nel kata spesso la posizione di guardia si assume posizionando le mani chiuse su un fianco una sopra l'altra. 
La vediamo utilizzata in diverse arti marziali, tra cui il kendō e il ninjutsu. 

## Kamae nel kendō
- Chūdan-no-kamae (中段の構え?)
- Jōdan-no-kamae (上段の構え?):
  - Hidari Jōdan-no-kamae (左上段の構え?)
  - Migi Jōdan-no-kamae (右上段の構え?)
- Gedan-no-kamae (下段の構え?)
- Hassō-no-kamae (八相の構え, 八双の構え?)
- Waki-gamae (脇構え?)

## Kamae nel ninjutsu
- Ichimonji no kamae
- Doko no kamae
- Tonso no kamae
- Happo cakuie no kamae
- Achimonji no kamae
- Jumonji no kamae
- Icho no kamae
- Hoko no kamae